# 大逆手
大逆手（おおさかて）とは、相撲の決まり手の一つである。相手の肩越しに上手からまわしを取り、その取ったほうの手から相手を投げる技。このとき自分の体は反らさない。2000年12月に決まり手に追加された新しい技である。
決まり手制定以降、幕内では3度この決まり手が記録されており、2005年11月場所中日で安美錦が高見盛に、2010年1月場所14日目で把瑠都が垣添に、2023年11月場所3日目で琴ノ若が明生にそれぞれ決めている。また、十両でも1度使用されており、2005年3月場所9日目で千代白鵬が朝乃若に決めている。